# Вороновицька селищна рада
Воронови́цька се́лищна ра́да — адміністративно-територіальна одиниця та орган місцевого самоврядування в Вінницькому районі Вінницької області. Адміністративний центр — селище міського типу Вороновиця.

## Загальні відомості
- Територія ради: 1,088 км²
- Населення ради: 6 406 осіб (станом на 2001 рік)
- Територією ради протікає річка Воронка

## Населені пункти
Селищній раді підпорядковані населені пункти:
- смт Вороновиця

## Склад ради
Рада складається з 30 депутатів та голови.
- Голова ради: Ковінько Олександр Геннадійович
- Секретар ради: Олесенко Світлана Леонідівна

### Керівний склад попередніх скликань
| Прізвище, ім'я, по батькові | Основні відомості                                                | Дата обрання | Дата звільнення |
| --------------------------- | ---------------------------------------------------------------- | ------------ | --------------- |
| Шевчук Юрій Юрійович        | Селищний голова, 1967 року народження, безпартійний              | 26.03.2006   | 31.10.2010      |
| Стецький Віктор Борисович   | Селищний голова, 1964 року народження, освіта вища, безпартійний | 31.10.2010   |                 |

Примітка: таблиця складена за даними сайту Верховної Ради України

### Депутати
За результатами місцевих виборів 2010 року депутатами ради стали:

#### За суб'єктами висування
| Суб'єкт висування                  | Кількість обраних депутатів | %    |
| ---------------------------------- | --------------------------- | ---- |
| Самовисування                      | 17                          | 56,7 |
| Партія регіонів                    | 12                          | 40   |
| Соціал-демократична партія України | 1                           | 3,3  |

#### За округами
| № округу                           | Прізвище, ім'я, по батькові     | Дата визнання обраним | Освіта  | Партійна приналежність                   | Відомості про обраного депутата                    |
| ---------------------------------- | ------------------------------- | --------------------- | ------- | ---------------------------------------- | -------------------------------------------------- |
| Партія регіонів                    |                                 |                       |         |                                          |                                                    |
| 1                                  | Бежнар Федір Іванович           | 05.11.2010            | вища    | член Партії регіонів                     | районна газета «Подільська зоря», журналіст        |
| 2                                  | Ільченко Юрій Васильович        | 05.11.2010            | середня | член Партії регіонів                     | пенсіонер                                          |
| 5                                  | Андренко Ігор Петрович          | 05.11.2010            | вища    | позапартійний                            | Вороновицька районна лікарня, лікар                |
| 7                                  | Заїзжана Алла Леонідівна        | 05.11.2010            | середня | член Партії регіонів                     | Вороновицьке відділення зв'язку, оператор          |
| 10                                 | Бібляк Юрій Миколайович         | 05.11.2010            | вища    | позапартійний                            | Вороновицька районна лікарня, хірург               |
| 12                                 | Свентух Юрій Тимофійович        | 05.11.2010            | вища    | позапартійний                            | районна ветлікарня, ветеринарний лікар             |
| 14                                 | Стаднюк Тетяна Олексіївна       | 05.11.2010            | середня | позапартійна                             | тимчасово не працює                                |
| 16                                 | П'ятак Ірина Леонідівна         | 05.11.2010            | середня | позапартійна                             | Вороновицька селищна рада, касир                   |
| 17                                 | Цокур Олександр Васильович      | 05.11.2010            | середня | член Партії регіонів                     | школа мистецтв, завгосп                            |
| 18                                 | Пюро Юлія Геннадіївна           | 05.11.2010            | середня | член Партії регіонів                     | Вороновицька районна лікарня, медична сестра       |
| 20                                 | Грушко Василь Никифорович       | 05.11.2010            | середня | позапартійний                            | приватний підприємець                              |
| 21                                 | Сацюк Катерина Іванівна         | 05.11.2010            | середня | позапартійна                             | Вороновицька селищна рада, секретар                |
| Соціал-демократична партія України |                                 |                       |         |                                          |                                                    |
| 28                                 | Ветц Віктор Михайлович          | 05.11.2010            | вища    | член Соціал-демократичної партії України | приватний підприємець                              |
| Самовисування                      |                                 |                       |         |                                          |                                                    |
| 3                                  | Цибуля Олександр Сергійович     | 05.11.2010            | середня | позапартійний                            | пенсіонер                                          |
| 4                                  | Загоруйко Людмила Юріївна       | 05.11.2010            | вища    | позапартійна                             | дошкільний навчальний заклад «Ромашка», вихователь |
| 6                                  | Ковальчук Петро Олексійович     | 05.11.2010            | вища    | позапартійний                            | Вінницький лісгосп, майстер                        |
| 8                                  | Хом'як Микола Петрович          | 05.11.2010            | середня | позапартійний                            | Вороновицька пилорама, робітник                    |
| 9                                  | Кудлаєнко Валентина Олексіївна  | 05.11.2010            | середня | позапартійна                             | приватний підприємець                              |
| 11                                 | Шкробот Олександр Володимирович | 05.11.2010            | середня | позапартійний                            | приватний підприємець                              |
| 13                                 | Мельничук Ольга Юріївна         | 05.11.2010            | вища    | позапартійна                             | Вороновицька загальноосвітня школа № 1, вчитель    |
| 15                                 | Юрченко Олег Володимирович      | 05.11.2010            | середня | позапартійний                            | приватний підприємець                              |
| 19                                 | Олесенко Світлана Леонідівна    | 12.05.2013            | вища    | позапартійна                             | безробітна                                         |
| 22                                 | Щербина Костянтин Леонідович    | 05.11.2010            | вища    | позапартійний                            | приватний підприємець                              |
| 23                                 | Волощук Віталій Миколайович     | 05.11.2010            | вища    | позапартійний                            | школа мистецтв, директор                           |
| 24                                 | Джеджула Микола Миколайович     | 05.11.2010            | середня | позапартійний                            | приватний підприємець                              |
| 25                                 | Джеджула Микола Володимирович   | 05.11.2010            | середня | позапартійний                            | пенсіонер                                          |
| 26                                 | Лученко Микола Іванович         | 05.11.2010            | вища    | позапартійний                            | пенсіонер                                          |
| 27                                 | Карасенко Олена Олександрівна   | 05.11.2010            | вища    | член Народного Руху України              | дошкільний навчальний заклад «Веселка», вихователь |
| 29                                 | Клочак Анатолій Васильович      | 05.11.2010            | середня | позапартійний                            | тимчасово не працює                                |
| 30                                 | Томенко Олена Михайлівна        | 05.11.2010            | вища    | позапартійна                             | Вороновицька загальноосвітня школа № 2, вчитель    |